# A Győri ETO FC 2010–2011-es szezonja
A Győri ETO FC 2010–2011-es szezonja a Győri ETO FC első számú férfi labdarúgócsapatának egy idényéről szól, mely sorozatban az 51., összességében pedig a 67. idénye a csapatnak a magyar első osztályban. A klub fennállásának ekkor volt a 106. évfordulója.

## Átigazolások
Nyári átigazolási időszak

### Nyáron érkeztek
| #  |            | Poszt | Név                                          |
| -- | ---------- | ----- | -------------------------------------------- |
| 15 | magyar     | V     | Völgyi Dániel (Paks kölcsönből vissza)       |
|    | Szerbia    | V     | Zoran Šupić (Diósgyőr (kölcsönből vissza))   |
|    | Montenegró | V     | Bojan Brnović (Diósgyőr (kölcsönből vissza)) |
|    | magyar     | V     | Zámbó Bence (Diósgyőr (kölcsönből vissza))   |
|    | magyar     | V     | Bajzát Péter (Diósgyőr (kölcsönből vissza))  |
|    | Montenegró | V     | Đorđije Ćetković (Hapóél Ihud Bné Szakhnin)  |
|    | Szerbia    | V     | Nikola Trajković (Čukarički Stankom)         |
| 19 | Algéria    | CS    | Fuád Bugerra (Nyíregyháza Spartacus)         |
| 26 | Brazília   | CS    | Ji-Paraná (Sport Club Internacional)         |
| 7  | CRO        | CS    | Vedran Nikšić (NK Osijek)                    |

### Nyáron távoztak
| #  |            | Poszt | Név                                    |
| -- | ---------- | ----- | -------------------------------------- |
| 20 | Észtország | CS    | Tarmo Kink (Middlesbrough)             |
| 9  | magyar     | CS    | Dudás Ádám (Paksi FC (kölcsönbe))      |
| 23 | magyar     | CS    | Pákolicz Dávid (Nyíregyháza Spartacus) |
| 16 | magyar     | V     | Zámbó Bence (MTK Budapest (kölcsönbe)) |
| 19 | magyar     | CS    | Józsi György (Ferencváros)             |
| 6  | magyar     | K     | Molnár Péter (BFC Siófok (kölcsönbe))  |
| 20 | Szerbia    | KP    | Zoran Šupić (Lombard Pápa (kölcsönbe)) |
| 7  | Grúzia     | CS    | Vakhtang Pantskhava (Vasas SC)         |
| 36 | Marokkó    | V     | Chemcedine El Araichi (Kortrijk)       |
| 4  | Szerbia    | V     | Bojan Neziri                           |
| 31 | bosnyák    | CS    | Eldin Adilović                         |
| 20 | Macedónia  | KP    | Gjorgji Mojszov                        |
| 20 | magyar     | CS    | Bajzát Péter (Nyíregyháza Spartacus)   |
| 20 | Montenegró | CS    | Bojan Brnović                          |
| 20 | Szlovákia  | CS    | Mario Bicák (FC Spartak Trnava)        |

## Kezdőcsapat
November 19-től
| #  |     | Poszt | Név              |
| -- | --- | ----- | ---------------- |
| 1  | SRB | K     | Saša Stevanović  |
| 2  | ARG | KP    | Carlos Marinelli |
| 4  | SRB | V     | Lazar Stanišić   |
| 5  | CRO | KP    | Marko Dinjar     |
| 6  | HUN | KP    | Fehér Zoltán     |
| 7  | LTU | KP    | Linas Pilibaitis |
| 8  | MNE | KP    | Đorđije Ćetković |
| 9  | SVK | KP    | Szabó Ottó       |
| 10 | GEO | CS    | Rati Alekszidze  |
| 11 | BRA | CS    | Nicolas Ceolin   |
| 12 | SRB | KP    | Nikola Trajković |
| 13 | GAB | KP    | Arsène Copa      |
| 14 | HUN | KP    | Kiss Máté        |
| 15 | HUN | V     | Völgyi Dániel    |

| #  |     | Poszt | Név                      |
| -- | --- | ----- | ------------------------ |
| 16 | BRA | KP    | Ji-Paraná                |
| 17 | GEO | CS    | Teimuraz Sarasenidze     |
| 19 | ALG | CS    | Fuád Bugerra             |
| 20 | ROM | KP    | Mihai Nicorec            |
| 21 | CMR | V     | Eugene Fomumbod          |
| 22 | CRO | V     | Valentin Babić           |
| 23 | HUN | CS    | Tokody Tibor             |
| 24 | ROM | K     | Sánta András             |
| 25 | ARG | KP    | Juan Ignacio Briones     |
| 26 | SER | K     | Aleksandar Radosavljević |
| 28 | SRB | V     | Vladimir Đorđević        |
| 29 | HUN | KP    | Koltai Tamás             |
| 30 | GEO | KP    | Giorgi Ganugrava         |

## Európa-liga-keret
| #  |     | Poszt | Név              |
| -- | --- | ----- | ---------------- |
| 1  | SRB | K     | Saša Stevanović  |
| 4  | SRB | V     | Lazar Stanišić   |
| 5  | CRO | KP    | Marko Dinjar     |
| 6  | HUN | KP    | Fehér Zoltán     |
| 7  | LTU | KP    | Linas Pilibaitis |
| 8  | MNE | KP    | Đorđije Ćetković |
| 9  | SVK | KP    | Szabó Ottó       |
| 10 | GEO | CS    | Rati Alekszidze  |
| 11 | BRA | CS    | Nicolas Ceolin   |
| 12 | SRB | KP    | Nikola Trajković |
| 13 | GAB | KP    | Arsène Copa      |
| 14 | HUN | KP    | Kiss Máté        |

| #  |     | Poszt | Név                  |
| -- | --- | ----- | -------------------- |
| 15 | HUN | V     | Völgyi Dániel        |
| 16 | EST | CS    | Tarmo Kink           |
| 16 | BRA | KP    | Ji-Paraná            |
| 17 | GEO | CS    | Teimuraz Sarasenidze |
| 19 | ALG | CS    | Fuád Bugerra         |
| 20 | ROM | KP    | Mihai Nicorec        |
| 22 | CRO | V     | Valentin Babić       |
| 23 | HUN | CS    | Tokody Tibor         |
| 24 | ROM | K     | Sánta András         |
| 28 | SRB | V     | Vladimir Đorđević    |
| 29 | HUN | KP    | Koltai Tamás         |

## Mérkőzések
| Színmagyarázat | Színmagyarázat |
| -------------- | -------------- |
|                | Győzelem.      |
|                | Döntetlen.     |
|                | Vereség.       |

### Monicomp Liga 2010–11

#### Őszi fordulók
| 1. forduló 2010. augusztus 1. 20:00 |

| Újpest     | 0 – 0               | Győri ETO                              |
| ---------- | ------------------- | -------------------------------------- |
| Tajthy 85' | (0 – 0) Jegyzőkönyv | Stanišić 63' Nicorec 72' Trajković 80' |

| Szusza Ferenc Stadion, Budapest Nézőszám: 4 725 Játékvezető: Kassai Viktor (magyar) |

| 2. forduló 2010. augusztus 8. 20:00 |

| Győri ETO                                                  | 1 – 0               | BFC Siófok               |
| ---------------------------------------------------------- | ------------------- | ------------------------ |
| Alekszidze 68' Sharashenidze 55' Stevanović 76' Tokody 89' | (0 – 0) Jegyzőkönyv | Mogyorósi 67′ Piller 76′ |

| ETO Park, Győr Nézőszám: 3 000 Játékvezető: Oláh Gábor (magyar) |

| 3. forduló 2010. augusztus 13. 20:45 |

| Vasas                                                               | 2 – 1               | Győri ETO                                     |
| ------------------------------------------------------------------- | ------------------- | --------------------------------------------- |
| Ferenczi 4' (11-esből) ben Únesz 62' Lázok 12' Bakos 47' Hrepka 78' | (1 – 0) Jegyzőkönyv | Tokody 88' Đorđević 3' Szabó 37' Stanišić 49' |

| Illovszky Rudolf Stadion, Budapest Nézőszám: 1 200 Játékvezető: Solymosi Péter (magyar) |

| 4. forduló 2010. augusztus 22. 20:00 |

| Győri ETO                   | 1 – 1               | MTK Budapest                         |
| --------------------------- | ------------------- | ------------------------------------ |
| Trajković 48' Ganugrava 56' | (0 – 1) Jegyzőkönyv | Kanta 28' 24' Ladányi 76' Sütő 90+1' |

| ETO Park, Győr Nézőszám: 3 000 Játékvezető: Takács János (magyar) |

| 5. forduló 2010. szeptember 1. 19:00 |

| Ferencváros                        | 3 – 0               | Győri ETO                                                   |
| ---------------------------------- | ------------------- | ----------------------------------------------------------- |
| Heinz 1' 17' Schembri 47' Rósa 67' | (2 – 0) Jegyzőkönyv | Eugene 9' Völgyi 25' Ji-Paraná 67' Stevanović 67' Fehér 78' |

| Albert Flórián Stadion, Budapest Nézőszám: 10 000 Játékvezető: Bede Ferenc (magyar) |

| 6. forduló 2010. szeptember 10. 19:00 |

| Győri ETO                                      | 3 – 0               | Debreceni VSC                             |
| ---------------------------------------------- | ------------------- | ----------------------------------------- |
| Koltai 7' 67' Alekszidze 87' 43' Ji-Paraná 38' | (1 – 0) Jegyzőkönyv | Nagy 34' Farkas 42′ Komlósi 43' Varga 84' |

| ETO Park, Győr Nézőszám: 3 000 Játékvezető: Fábián Mihály (magyar) |

| 7. forduló 2010. szeptember 18. 15:00 |

| Szolnoki MÁV                        | 0 – 3               | Győri ETO                                                                    |
| ----------------------------------- | ------------------- | ---------------------------------------------------------------------------- |
| Pető 33' Hevesi-Tóth 69' Molnár 89′ | (0 – 1) Jegyzőkönyv | Koltai 37' Ceolin 51' 73' Tokody 28' Trajković 45' Dinjar 79' Pilibaitis 87′ |

| Tiszaligeti stadion, Szolnok Nézőszám: 1 500 Játékvezető: Berger József (magyar) |

| 8. forduló 2010. szeptember 25. 17:30 |

| Győri ETO                         | 0 – 1               | Zalaegerszegi TE                                   |
| --------------------------------- | ------------------- | -------------------------------------------------- |
| Kiss 28' Alekszidze 42' Fehér 84' | (0 – 0) Jegyzőkönyv | Bogunović 85' Kocsárdi 25' Pavićević 43' Illés 48' |

| ETO Park, Győr Nézőszám: 3 500 Játékvezető: Vad II. István (magyar) |

| 9. forduló 2010. október 2. 17:30 |

| Haladás                                                | 3 – 3               | Győri ETO                                                       |
| ------------------------------------------------------ | ------------------- | --------------------------------------------------------------- |
| Sipos 13' 89' Lengyel 49' 21' Schimmer 70' Kenesei 76' | (1 – 2) Jegyzőkönyv | Pilibaitis 5' 54' Trajković 41' Alekszidze 47' 64' Đorđević 71' |

| Rohonci úti stadion, Szombathely Nézőszám: 3 000 Játékvezető: Iványi Zoltán (magyar) |

| 10. forduló 2010. október 15. 17:00 |

| Győri ETO                 | 0 – 1               | Lombard Pápa                  |
| ------------------------- | ------------------- | ----------------------------- |
| Trajković 8' Đorđević 79′ | (0 – 0) Jegyzőkönyv | Abwo 81' Marić 38' Farkas 44' |

| ETO Park, Győr Nézőszám: 2 000 Játékvezető: Berger József (magyar) |

| 11. forduló 2010. október 22. 17:00 |

| Paksi FC           | 2 – 1               | Győri ETO                                                                   |
| ------------------ | ------------------- | --------------------------------------------------------------------------- |
| Vayer 75' Böde 79' | (0 – 0) Jegyzőkönyv | Bugerra 62' Völgyi 35' Szabó 74' Stanišić 77' Pilibaitis 77' Fomumbod 90+1' |

| Fehérvári úti stadion, Paks Nézőszám: 1 400 Játékvezető: Bognár Tamás (magyar) |

| 12. forduló 2010. október 30. 17:30 |

| Győri ETO                                                               | 2 – 1               | Kecskeméti TE                                  |
| ----------------------------------------------------------------------- | ------------------- | ---------------------------------------------- |
| Pilibaitis 18' (11-esből) Bugerra 38' Fehér 16' Đorđević 58' Völgyi 72' | (2 – 1) Jegyzőkönyv | Némedi 45+2' (11-esből) Ebala 76' Litsingi 82' |

| ETO Park, Győr Nézőszám: 2 500 Játékvezető: Andó-Szabó Sándor (magyar) |

| 13. forduló 2010. november 5. 19:00 |

| Budapest Honvéd      | 1 – 1               | Győri ETO                       |
| -------------------- | ------------------- | ------------------------------- |
| Hajdú 48' (11-esből) | (0 – 0) Jegyzőkönyv | Völgyi 67' Copa 20' Bugerra 34' |

| Bozsik József Stadion, Budapest Nézőszám: 1 500 Játékvezető: Iványi Zoltán (magyar) |

| 14. forduló 2010. november 12. 19:00 |

| Győri ETO                                                      | 1 – 1               | Videoton                                                       |
| -------------------------------------------------------------- | ------------------- | -------------------------------------------------------------- |
| Ganugrava 85' Đorđević 1' Trajković 36' Stanišić 53′ Fehér 91′ | (0 – 0) Jegyzőkönyv | Alves 90+2' (11-esből) Lipták 45' Elek 62' Andić 82' Vaskó 84′ |

| ETO Park, Győr Nézőszám: 2 600 Játékvezető: Bede Ferenc (magyar) Asszisztensek: Szpisják Zsolt Farkas Balázs |

| 15. forduló 2010. november 19. 17:00 |

| Kaposvári Rákóczi             | 3 – 0               | Győri ETO                                        |
| ----------------------------- | ------------------- | ------------------------------------------------ |
| Oláh 13' 57' Petrazzi 59' 38' | (1 – 0) Jegyzőkönyv | Ganugrava 12' Copa 13' Völgyi 63' Pilibaitis 67' |

| Rákóczi Stadion, Kaposvár Nézőszám: 1 500 Játékvezető: Solymosi Péter (magyar) |

| 16. forduló 2010. november 28. 17:30 |

| Győri ETO                         | 2 – 1               | Újpest                                       |
| --------------------------------- | ------------------- | -------------------------------------------- |
| Bugerra 42' Ceolin 87' Völgyi 55' | (1 – 0) Jegyzőkönyv | Simon 60' Rajczi 57' Tajthy 71' Vermes 90+2' |

| ETO Park, Győr Nézőszám: 1 000 Játékvezető: Iványi Zoltán (magyar) |

#### Tavaszi fordulók
| 17. forduló 2011. február 25. 17:00 |

| BFC Siófok   | 0 – 1               | Győri ETO          |
| ------------ | ------------------- | ------------------ |
| Graszl 90+1' | (0 – 1) Jegyzőkönyv | Alekszidze 20' 73' |

| Révész Géza utcai stadion, Siófok Nézőszám: 300 Játékvezető: Veizer Roland (magyar) |

| 18. forduló 2011. március 5. 16:00 |

| Győri ETO                                  | 0 – 1               | Vasas                           |
| ------------------------------------------ | ------------------- | ------------------------------- |
| Bugerra 21' Copa 71' Stanišić 78' Kiss 81' | (0 – 1) Jegyzőkönyv | Gáspár 35' Rezes 78' Kovács 86' |

| ETO Park, Győr Nézőszám: 1 400 Játékvezető: Szilasi Szabolcs (magyar) |

| 19. forduló 2011. március 11. 17:00 |

| MTK Budapest                                 | 0 – 0               | Győri ETO               |
| -------------------------------------------- | ------------------- | ----------------------- |
| Könyves 38' Kanta 76' Urbán 84' Tischler 87' | (0 – 0) Jegyzőkönyv | Völgyi 10' Stanišić 12' |

| Hidegkuti Nándor Stadion, Budapest Nézőszám: 1 000 Játékvezető: Miquel Alvaro Garcia (chilei) |

| 20. forduló 2011. március 19. 17:30 |

| Győri ETO                                             | 1 – 0               | Ferencváros |
| ----------------------------------------------------- | ------------------- | ----------- |
| Alekszidze 50' Völgyi 42' Koltai 48' Pilibaitis 90+3' | (0 – 0) Jegyzőkönyv | Maróti 34'  |

| ETO Park, Győr Nézőszám: 4 800 Játékvezető: Andó-Szabó Sándor (magyar) |

| 21. forduló 2011. április 3. 17:30 |

| Debreceni VSC                                                | 1 – 1               | Győri ETO                                        |
| ------------------------------------------------------------ | ------------------- | ------------------------------------------------ |
| Czvitkovics 50' (11-esből) Bernáth 75' Mardare 80' Kabát 87' | (0 – 0) Jegyzőkönyv | Dinjar 60' Pilibaitis 49' Ceolin 84' Dudás 90+1' |

| Oláh Gábor utcai stadion, Debrecen Nézőszám: 5 000 Játékvezető: Bognár Tamás (magyar) |

| 22. forduló 2011. április 9. 17:30 |

| Győri ETO                                                                        | 4 – 2               | Szolnoki MÁV                                                      |
| -------------------------------------------------------------------------------- | ------------------- | ----------------------------------------------------------------- |
| Dinjar 31' Ji-Paraná 54' Đorđević 90+1' Dudás 90+2' 90+2' Fehér 23' Völgyi 90+1' | (1 – 0) Jegyzőkönyv | Némedi 50' Durović 88' Remili 45' Miličić 54' Ngalle 83′ Máté 87' |

| ETO Park, Győr Nézőszám: 2 000 Játékvezető: Kovács J. Zoltán (magyar) |

| 23. forduló 2011. április 16. 17:30 |

| Zalaegerszegi TE                 | 1 – 1               | Győri ETO                                             |
| -------------------------------- | ------------------- | ----------------------------------------------------- |
| Ganugrava 47' (öngól) Balázs 39' | (0 – 0) Jegyzőkönyv | Völgyi 79' 63' Fomumbod 71′ Totadze 74' Ganugrava 79' |

| ZTE Aréna, Zalaegerszeg Nézőszám: 2 750 Játékvezető: Vad II. István (magyar) |

| 24. forduló 2011. április 22. 17:00 |

| Győri ETO                     | 2 – 2               | Haladás                                |
| ----------------------------- | ------------------- | -------------------------------------- |
| Alekszidze 55' 58' Völgyi 40' | (0 – 0) Jegyzőkönyv | Kenesei 81' Tóth 90+1' 11' Rózsa 90+3' |

| ETO Park, Győr Nézőszám: 2 500 Játékvezető: Veizer Roland (magyar) |

| 25. forduló 2011. április 26. 18:00 |

| Lombard Pápa                                                    | 2 – 1               | Győri ETO                                                                         |
| --------------------------------------------------------------- | ------------------- | --------------------------------------------------------------------------------- |
| Bárányos 65' 89' Marić 90+4' Žuļevs 30' Rebryk 42' Quintero 83' | (0 – 0) Jegyzőkönyv | Totadze 88' 74' Dinjar 15' Babić 24' Stanišić 47' Pilibaitis 68' Alekszidze 90+4' |

| Perutz Stadion, Pápa Nézőszám: 1 500 Játékvezető: Miquel Alvaro Garcia (chilei) |

| 26. forduló 2011. április 29. 17:00 |

| Győri ETO                                         | 1 – 1               | Paksi FC       |
| ------------------------------------------------- | ------------------- | -------------- |
| Trajković 37' 73′ Völgyi 26' Koltai 65' Fehér 71' | (1 – 0) Jegyzőkönyv | Magasföldi 71' |

| ETO Park, Győr Nézőszám: 2 000 Játékvezető: Kassai Viktor (magyar) |

| 27. forduló 2011. május 6. 17:00 |

| Kecskeméti TE                                                | 3 – 3               | Győri ETO                                                          |
| ------------------------------------------------------------ | ------------------- | ------------------------------------------------------------------ |
| Vujović 6' Tököli 47' Kéthévoama 77' Ebala 37' Radanović 56' | (1 – 1) Jegyzőkönyv | Dinjar 35' Pilibaitis 81' (11-esből) Dudás 88' Kiss 70' Völgyi 71' |

| Széktói Stadion, Kecskemét Nézőszám: 2 500 Játékvezető: Szilasi Szabolcs (magyar) |

| 28. forduló 2011. május 11. 20:00 |

| Győri ETO                          | 3 – 0               | Budapest Honvéd |
| ---------------------------------- | ------------------- | --------------- |
| Völgyi 48' Kiss 57' Alekszidze 62' | (0 – 0) Jegyzőkönyv |                 |

| ETO Park, Győr Nézőszám: 1 500 Játékvezető: Bognár Tamás (magyar) |

| 29. forduló 2011. május 14. 17:30 |

| Videoton                                       | 2 – 1               | Győri ETO                                         |
| ---------------------------------------------- | ------------------- | ------------------------------------------------- |
| Nikolics 25' Polonkai 27' Lencse 60′ Andić 79' | (2 – 0) Jegyzőkönyv | Dudás 73' Pilibaitis 33' Völgyi 36' Felício 90+2′ |

| Sóstói Stadion, Székesfehérvár Nézőszám: 4 500 Játékvezető: Németh Ádám (magyar) Asszisztensek: Forgács Attila Kis Zoltán |

| 30. forduló 2011. május 21. 17:30 |

| Győri ETO                                         | 2 – 0               | Kaposvári Rákóczi |
| ------------------------------------------------- | ------------------- | ----------------- |
| Alekszidze 32' Dinjar 35' Ganugrava 13' Fehér 37' | (2 – 0) Jegyzőkönyv | Zsók 28'          |

| ETO Park, Győr Nézőszám: 4 000 Játékvezető: Takács János (magyar) |

#### Végeredmény
| #   | Csapat              | M  | GY | D  | V  | G+ – G– | GK  | P                                                      | Megjegyzések                                   |
| --- | ------------------- | -- | -- | -- | -- | ------- | --- | ------------------------------------------------------ | ---------------------------------------------- |
| 1.  | Videoton (B)        | 30 | 18 | 7  | 5  | 59–29   | +30 | 61                                                     | 2011–2012-es Bajnokok Ligája – 2. selejtezőkör |
| 2.  | Paks                | 30 | 17 | 5  | 8  | 54–38   | +16 | 56                                                     | 2011–2012-es Európa-liga – 1. selejtezőkör     |
| 3.  | Ferencváros         | 30 | 15 | 5  | 10 | 50–43   | +7  | 50                                                     | 2011–2012-es Európa-liga – 1. selejtezőkör     |
| 4.  | Zalaegerszegi TE    | 30 | 14 | 6  | 10 | 51–47   | +4  | 48 \|rowspan="8" style="background-color: #fafafa;" \| |                                                |
| 5.  | Debreceni VSCCV, K  | 30 | 12 | 10 | 8  | 53–43   | +10 | 46                                                     |                                                |
| 6.  | Újpest              | 30 | 13 | 6  | 11 | 50–38   | +12 | 45                                                     |                                                |
| 7.  | Kaposvári Rákóczi   | 30 | 13 | 4  | 13 | 41–42   | −1  | 43                                                     |                                                |
| 8.  | Haladás             | 30 | 11 | 8  | 11 | 42–36   | +6  | 41                                                     |                                                |
| 9.  | Győri ETO           | 30 | 10 | 11 | 9  | 40–35   | +5  | 41                                                     |                                                |
| 10. | Budapest Honvéd     | 30 | 11 | 7  | 12 | 36–39   | −3  | 40                                                     |                                                |
| 11. | Vasas               | 30 | 11 | 7  | 12 | 34–46   | −12 | 40                                                     |                                                |
| 12. | Kecskeméti TE (KGY) | 30 | 11 | 3  | 16 | 51–56   | −5  | 36                                                     | 2011–2012-es Európa-liga – 2. selejtezőkör1    |
| 13. | Lombard Pápa        | 30 | 10 | 5  | 15 | 39–52   | −13 | 35 \|rowspan="2" style="background-color: #fafafa;" \| |                                                |
| 14. | BFC SiófokÚ         | 30 | 8  | 10 | 12 | 29–41   | −12 | 34                                                     |                                                |
| 15. | MTK Budapest (K)    | 30 | 8  | 6  | 16 | 35–49   | −14 | 30                                                     | NB II                                          |
| 16. | Szolnoki MÁVÚ (K)   | 30 | 5  | 6  | 19 | 26–56   | −30 | 21                                                     | NB II                                          |

Utolsó frissítés: 2011. május 22. 
Forrás: MLSZ adatbank 
A rangsorolás alapszabályai: 1. összpontszám, 2. győzelmek száma, 3. gólkülönbség, 4. szerzett gólok száma, 5. egymás elleni eredmények összpontszáma,  6. egymás elleni eredmények gólkülönbsége, 7. egymás elleni eredmények szerzett góljainak száma, 8. egymás elleni eredmények idegenben szerzett góljainak száma.
1 A Kecskeméti TE a 2011–2012-es Európa-liga 2. selejtezőkörében indulhat, kupagyőztesként.
(B): Bajnokcsapat, (K): Kieső csapat, (F): Feljutó csapat, (I): Kupainduló, (R): A rájátszás győztese, (KGY): Kupagyőztes

#### Eredmények összesítése
Az alábbi táblázatban összesítve szerepelnek a Győri ETO FC 2010/11-es bajnokságban elért eredményei.
| Ősz/tavasz (forduló)    | Otthon | Otthon | Otthon | Otthon | Otthon | Otthon | Otthon | Idegenben | Idegenben | Idegenben | Idegenben | Idegenben | Idegenben | Idegenben |
| Ősz/tavasz (forduló)    | M      | GY     | D      | V      | LG–KG  | GK     | P      | M         | GY        | D         | V         | LG–KG     | GK        | P         |
| ----------------------- | ------ | ------ | ------ | ------ | ------ | ------ | ------ | --------- | --------- | --------- | --------- | --------- | --------- | --------- |
| Őszi szezon (1–16.)     | 8      | 4      | 2      | 2      | 10–6   | +4     | 14     | 8         | 1         | 3         | 4         | 9–14      | –5        | 6         |
| Tavaszi szezon (17–30.) | 7      | 4      | 2      | 1      | 13–6   | +7     | 14     | 7         | 1         | 4         | 2         | 8–9       | –1        | 7         |
| Összesen (1–30.)        | 15     | 8      | 4      | 3      | 23–12  | +11    | 28     | 15        | 2         | 7         | 6         | 17–23     | –6        | 13        |

#### Helyezések fordulónként
| Forduló  | 1  | 2  | 3  | 4  | 5  | 6  | 7  | 8 | 9  | 10 | 11 | 12 | 13 | 14 | 15 | 16 | 17 | 18 | 19 | 20 | 21 | 22 | 23 | 24 | 25 | 26 | 27 | 28 | 29 | 30 |
| -------- | -- | -- | -- | -- | -- | -- | -- | - | -- | -- | -- | -- | -- | -- | -- | -- | -- | -- | -- | -- | -- | -- | -- | -- | -- | -- | -- | -- | -- | -- |
| Helyszín | I  | O  | I  | O  | I  | O  | I  | O | I  | O  | I  | O  | I  | O  | I  | O  | I  | O  | I  | O  | I  | O  | I  | O  | I  | O  | I  | O  | I  | O  |
| Eredmény | D  | GY | V  | D  | V  | GY | GY | V | D  | V  | V  | GY | D  | D  | V  | GY | GY | V  | D  | GY | D  | GY | D  | D  | V  | D  | D  | GY | V  | GY |
| Helyezés | 10 | 5  | 10 | 11 | 12 | 11 | 7  | 8 | 11 | 13 | 13 | 11 | 11 | 11 | 12 | 10 | 8  | 10 | 10 | 9  | 9  | 8  | 8  | 8  | 12 | 12 | 11 | 9  | 10 | 9  |

Helyszín: O = Otthon; I = Idegenben. Eredmény: GY = Győzelem; D = Döntetlen; V = Vereség.

### Magyar kupa
| 4. forduló 2010. október 26. 14:30 |

| Barcsi SC                 | 1 – 7               | Győri ETO                                                                  |
| ------------------------- | ------------------- | -------------------------------------------------------------------------- |
| Koller 66' 34' Dienes 61' | (0 – 3) Jegyzőkönyv | Pilibaitis 21' Bugerra 30' 51' Koltai 38' 87' Ceolin 50' 56' Ganugrava 28' |

| BSC-pálya, Barcs Nézőszám: 300 Játékvezető: Szilasi Szabolcs (magyar) |

| 5. forduló Első mérkőzés 2010. november 9. 17:00 |

| MTK Budapest              | 0 – 0               | Győri ETO                               |
| ------------------------- | ------------------- | --------------------------------------- |
| Kanta 15' Vukadinović 19' | (0 – 0) Jegyzőkönyv | Alekszidze 37' Eugène 78' Ganugrava 80' |

| Hidegkuti Nándor Stadion, Budapest Nézőszám: 196 Játékvezető: Veizer Roland (magyar) |

| 5. forduló Visszavágó 2011. március 2. 18:00 |

| Győri ETO                   | 1 – 1               | MTK Budapest                   |
| --------------------------- | ------------------- | ------------------------------ |
| Völgyi 34' 27' Stanišić 32' | (1 – 1) Jegyzőkönyv | Pátkai 39' Ladányi 83' Gál 85′ |

| ETO Park, Győr Nézőszám: 1 200 Játékvezető: Iványi Zoltán (magyar) |

- Idegenben lőtt góllal az MTK jutott tovább.

### Ligakupa
| Negyeddöntő Első mérkőzés 2011. február 19. 15:00 |

| Győri ETO                                                     | 1 – 2               | Haladás                                                     |
| ------------------------------------------------------------- | ------------------- | ----------------------------------------------------------- |
| Pilibaitis 32' (11-esből) Völgyi 61' Trajković 62' Koltai 68' | (1 – 1) Jegyzőkönyv | Kenesei 20' Tóth 66' 81' Guzmics 18' Fodrek 36' Halmosi 58' |

| ETO Park, Győr Játékvezető: Németh Ádám (magyar) |

| Negyeddöntő Visszavágó 2011. február 22. 14:30 |

| Haladás                              | 1 – 1               | Győri ETO                                         |
| ------------------------------------ | ------------------- | ------------------------------------------------- |
| Gyurján 50' Rajos 53′, 79′ Ugrai 90' | (0 – 1) Jegyzőkönyv | Ji-Paraná 39' Windecker 40' Völgyi 54' Molnár 83' |

| Rohonci úti stadion, Szombathely Játékvezető: Kovács Zoltán (magyar) |

### Európa-liga
1. selejtezőkör
| Első mérkőzés 2010. július 1. 18:00 |

| FC Nitra             | 2 – 2   | Győri ETO                |
| -------------------- | ------- | ------------------------ |
| Tóth 14' Sloboda 80' | (1 – 1) | Kink 39' 58' Nicorec 87' |

| Štadión pod Zoborom, Nyitra Nézőszám: 2 560 Játékvezető: Marios Stamatis (ciprusi) |

| Visszavágó 2010. július 8. 18:30 |

| Győri ETO                                                | 3 – 1   | FC Nitra                                    |
| -------------------------------------------------------- | ------- | ------------------------------------------- |
| Alekszidze 22' Nicorec 60' 28' Kink 90+2' 41' Tokody 53' | (1 – 1) | Hodúr 10' Sloboda 50' Leško 58' Kaspřák 89' |

| ETO Park, Győr Nézőszám: 4 200 Játékvezető: Matej Jug (szlovén) |

2. selejtezőkör
| Első mérkőzés 2010. július 15. 16:00 |

| Atirau FK                          | 0 – 3   | Győri ETO                                          |
| ---------------------------------- | ------- | -------------------------------------------------- |
| Aliev 20' Frunză 44' Zhumabaev 86' | (0 – 1) | Pilibaitis 26' Bugerra 88' 79' Babić 19' Fehér 77' |

| Munajsi stadion, Atirau Nézőszám: 8 660 Játékvezető: Johan Verbist (belga) |

- Az UEFA büntetést rótt ki az Atirau FK-ra, melynek értelmében a mérkőzést a Győri ETO FC nyerte 3 – 0 arányban. Az eredeti mérkőzés 2 – 0-val zárult.

| Visszavágó 2010. július 22. 20:30 |

| Győri ETO                  | 2 – 0   | Atirau FK      |
| -------------------------- | ------- | -------------- |
| Alekszidze 47' Nicorec 52' | (0 – 0) | Sahalbayev 45' |

| ETO Park, Győr Nézőszám: 3 300 Játékvezető: Sokol Jareci (albán) |

3. selejtezőkör
| Első mérkőzés 2010. július 29. 20:30 |

| Győri ETO | 0 – 1   | Montpellier HSC                       |
| --------- | ------- | ------------------------------------- |
| Copa 82'  | (0 – 1) | Giroud 32' Jeunechamp 24' Estrada 90' |

| ETO Park, Győr Nézőszám: 7 000 Játékvezető: Marcin Borski (lengyel) |

| Visszavágó 2010. augusztus 5. 20:45 |

| Montpellier HSC                               | 0 – 1   | Győri ETO                                       |
| --------------------------------------------- | ------- | ----------------------------------------------- |
| Collin 75' Spahić 114' Giroud 117' Saihi 118' | (0 – 1) | Babić 40' 89' Stanišić 6′, 45′ Alekszidze 90+3' |

| Stade de la Mosson, Montpellier Nézőszám: 9 918 Játékvezető: Mattias Gestranius (finn) |

- Büntetőrúgások után (4 – 3) a Győri ETO FC jutott tovább.

Rájátszás
| Első mérkőzés 2010. augusztus 19. 21:00 |

| Győri ETO                                             | 0 – 2   | GNK Dinamo Zagreb             |
| ----------------------------------------------------- | ------- | ----------------------------- |
| Pilibaitis 21' Đorđević 52' Trajković 87' Szabó 90+1' | (0 – 2) | Rukavina 19' 28' Sivonjić 77' |

| ETO Park, Győr Nézőszám: 8 500 Játékvezető: Stephan Studer (svájci) |

| Visszavágó 2010. augusztus 26. 21:00 |

| GNK Dinamo Zagreb                                               | 2 – 1   | Győri ETO                                                          |
| --------------------------------------------------------------- | ------- | ------------------------------------------------------------------ |
| Sammir 45+2' (11-esből) 84' (11-esből) Mesarić 20' Rukavina 73' | (1 – 1) | Ceolin 17' Szabó 45' Fehér 64' Stevanović 82' Babić 87' Völgyi 88' |

| Maksimir Stadion, Zágráb Nézőszám: 8 000 Játékvezető: Andre Marriner (angol) |

## Lásd még
- 2010–11 a magyar labdarúgásban